# UTC+7:30
UTC+7:30 se koristio kao ljetno vrijeme, a kasnije kao standardno vrijeme u Singapuru. Od 1941. do 1942. godine, prije japanske okupacije, te od 1945. do 1970. godine nakon okupacije, Singapur je koristio UTC+7:30 kao ljetno vrijeme. Godine 1970. Singapur je UTC+7:30 proglasio Singapurskim standardnim vremenom.
UTC+8 se trenutno koristi kao Singapursko standardno vrijeme, nakon što je uveden 1982.